# Josip Uhač
Josip Uhač (Brseč, actualment Croàcia, 20 de juliol de 1924 – Roma, 18 de gener de 1998) va ser un arquebisbe catòlic croat, diplomàtic al servei de la Santa Seu.

## Biografia
Nascut a un petit poble de pescadors situat vora 30 kilòmetres de Fiume (actual Rijeka) dins l'antic Regne de Iugoslàvia (actualment Croàcia). Va rebre formació teològica i filosòfica a Fiume, Venècia, Gorizia i Roma. Es doctorà tant en teologia com en dret canònic i es va preparar per al servei diplomàtic. Fou ordenat prevere a Roma el 16 d'abril de 1949. Després va treballar com assessor en diverses comunitats de Roma i va continuar els seus estudis universitaris. Entre 1954 i 1970 es va exercir com a secretari i assessor a les nunciatures apostòliques de la República Federal Alemanya i Espanya, i va treballar a Panamà i Egipte.
El 1970 el papa Pau VI el va nomenar arquebisbe titular de Tharros i nunci apostòlic al Pakistan. En 1976 fou nomenat nunci apostòlic a Camerun i Guinea Equatorial (i en 1977 endemés a Gabon), que deixà el 3 d'agost de 1984 quan fou nunci apostòlic a Alemanya.
El 21 de juny de 1991 entrà en la Cúria Romana amb el càrrec de secretari de la Congregació per a l'Evangelització dels Pobles. El papa Joan Pau II tenia la intenció d'elevar-lo a cardenal en el consistori del 21 de febrer de 1998, però va morir tres dies abans de ser publicat el seu nomenament.